# Microbrasserie
Une microbrasserie ou micro-brasserie est une petite brasserie artisanale, parfois un bar qui produit sa propre bière sur place.
Bien qu'il n'y ait pas de définition claire, Jean-Paul Hébert et Dany Griffon parlent dans « Toutes les bières moussent-elles ? » de brasseries industrielles lorsque la production de bière est supérieure à 100 000 hl par an, de brasseries pour des unités produisant entre 10 000 et 100 000 hl, de brasseries artisanales pour une production de l'ordre du millier d'hectolitres et de microbrasserie pour les unités produisant une centaine d'hectolitres par an. Le cas des fermes brassicoles n'est pas abordé.

## Histoire
L'expression et le phénomène apparurent au Royaume-Uni à la fin des années 1970 (microbrewery) pour décrire une nouvelle génération de petites brasseries spécialisées dans la production d'ale en fûts, non filtrée et non pasteurisée. Bien qu'à l'origine utilisé pour désigner la taille modeste des brasseries en question, le terme désigne désormais aussi une nouvelle attitude et une approche du brassage de la bière plus flexible, adaptative, expérimentale et plus à l'écoute des consommateurs. Le concept s'est ensuite étendu aux États-Unis où il désigne désormais une brasserie qui produit moins de 15 000 fûts de bière par an, ainsi qu'à d'autres pays d'Europe.
Le terme est également couramment usité au Québec, d'où provient sa forme française. En France et en Belgique, où certains établissements artisanaux produisent de la bière depuis parfois plusieurs siècles (dans certains cas par ou sous le contrôle de moines trappistes), on parle plus souvent de brasserie artisanale, mais la plupart des établissements fondés depuis les années 1980 sont souvent aussi désignés sous l'appellation de microbrasserie.
Les brasseurs insistant sur les particularités locales ou régionales de leurs recettes parlent aussi parfois de « bière identitaire » ou de « bière de terroir ». On peut rapprocher cette démarche de celle de nombreux producteurs régionaux de colas alternatifs.
La créativité de certaines microbrasseries a permis la réapparition ou la création de bières originales, comme les bières bretonnes aux algues ou au sarrasin, les bières au chanvre, ou la recréation de la bière vapeur. Nombre d'entre elles produisent également des bières de saison.
Un mouvement similaire est apparu aux États-Unis dans les années 1990, celui des microdistilleries.

### Belgique
Dans un pays qui comptait autrefois plus de brasseries que d'églises, le phénomène des microbrasseries, apparu dans les années 1980, est vu comme un retour aux sources, même si le pays ne compte plus qu'environ deux cents brasseries. Depuis 2001, se tient chaque année à Marbehan Brassigaume, un festival des « petites brasseries ».

### Canada

#### Québec

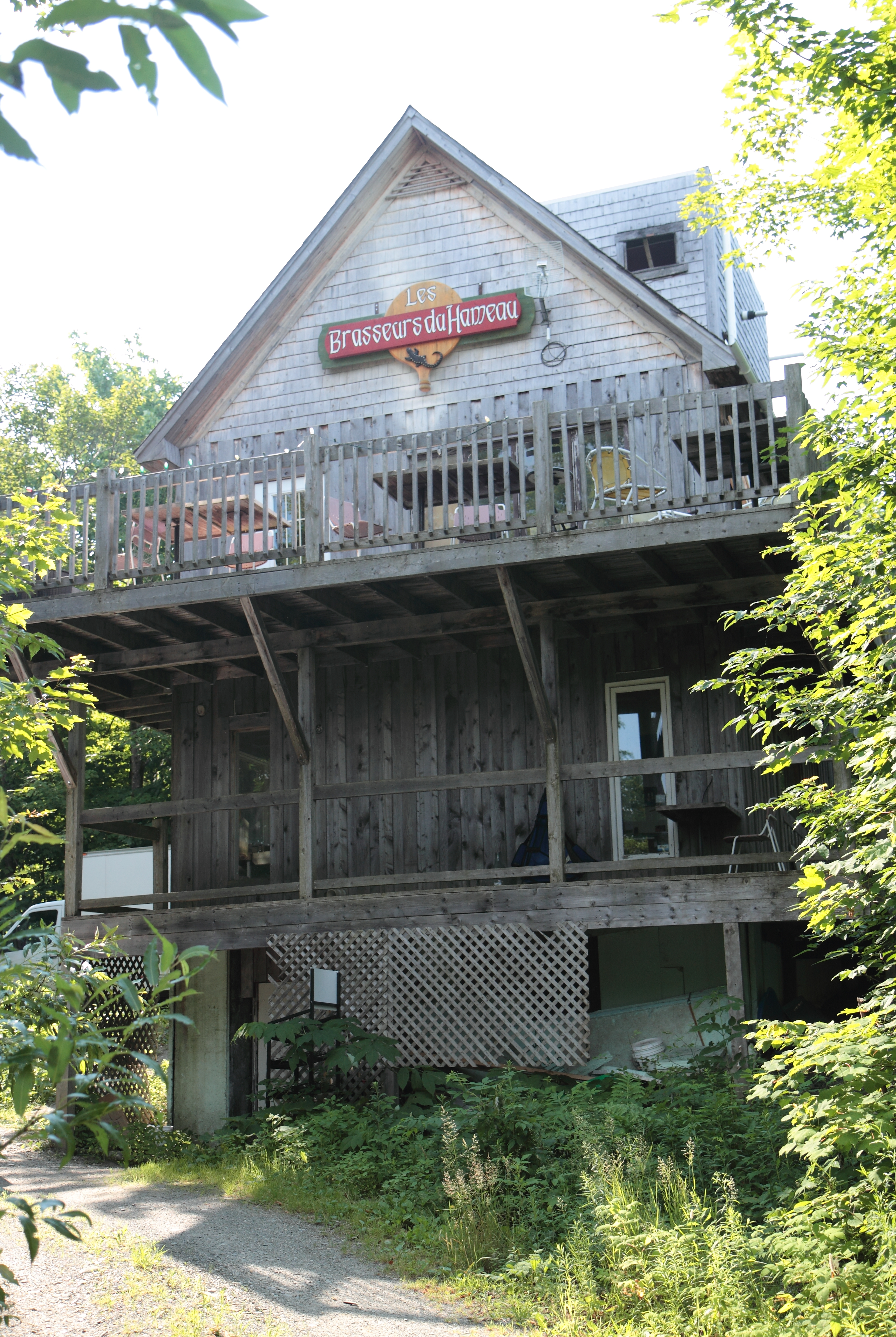
Une microbrasserie à Ham-Sud, au Québec.

C'est du Québec que proviennent les mots « microbrasserie » et « microbière », francisations respectives de microbrewery et microbrew. Parallèlement aux États-Unis, le Canada a vu le même phénomène s'intensifier à partir de la fin des années 1980, et nombre de microbrasseries canadiennes produisent des bières inspirées de la tradition brassicole européenne, celle de la Belgique notamment. Au départ disponibles uniquement sur place et dans les magasins spécialisés des environs, de nombreuses bières de microbrasseries sont progressivement apparues sur les rayons de la grande distribution provinciale ou nationale.
Jérôme Denys, propriétaire du Cheval Blanc à Montréal qu'il a fondé en 1986, est généralement considéré comme l'un des pères de la microbrasserie québécoise. La plus vieille microbrasserie encore en activité au Québec est le Golden Lion Pub à Lenoxville (Sherbrooke) ouverte le premier juillet 1986. La microbrasserie la plus importante de la province est certainement Unibroue, fondée en 1990 et exportant aujourd'hui aux États-Unis, en Australie et en Europe.
Depuis le début des années 2000, les microbrasseries canadiennes militent pour demander une réduction de leur droit d'accise, semblable à celle dont bénéficient leurs homologues américaines ou belges dans leurs pays respectifs, afin de rester compétitives face aux géants de la bière et, en 2003, dénonçaient les « pratiques anticoncurrentielles » des groupes Labatt et Molson (le Bureau de la concurrence canadien a reconnu des problèmes, mais n'a pas pris de mesures).
En 2003, l'Association des microbrasseries du Québec considérait que les microbrasseries québécoises représentaient 5 % de parts de marché et 680 emplois. En 2004, le ministère des Finances canadien estimait à environ 90 le nombre de microbrasseries et environ 100 le nombre de brasseries libre-service dans le pays.

### États-Unis

Microbrasseries, brasseries régionales et broue-pubs par habitant dans chaque État américain.

C'est aux États-Unis que le mouvement des microbrasseries a pris l'ampleur la plus spectaculaire.
Au début du XXe siècle, la Prohibition force de nombreuses brasseries à fermer leurs portes, n'ayant pas la possibilité de produire du vin de messe comme certains vignobles. Après la fin de l'interdiction et plusieurs décennies de consolidation, la quasi-majorité de la bière produite commercialement aux États-Unis l'est par quelques très grands groupes, produisant pour la plupart des lagers au goût relativement uniforme, au premier rang desquels Anheuser-Busch (brasseur de la marque Budweiser), Coors (depuis fusionné avec le Canadien Molson) et Miller (devenu SABMiller en 2002 après sa fusion avec le groupe sud-africain SAB). De nombreux amateurs de bière commencent alors à se tourner vers le brassage maison, et certains se lancent dans une production à plus grande échelle, inspirés par les traditions artisanales britannique, allemande et belge.
La popularité de leurs produits est telle que le phénomène grandit rapidement à partir de la fin des années 1980, et des centaines de microbrasseries apparaissent, parfois attachées à un bar (appelé dans ce cas broue-pub) où les clients peuvent consommer le breuvage. Fritz Maytag, qui reprit la brasserie san-franciscaine Anchor Brewing Company en 1965, est souvent considéré comme l'un des pionniers de ce mouvement.
Certaines microbrasseries grandissent à tel point que l'appellation n'est plus toujours appropriée, et leur production relèvent davantage d'une désignation plus large, celle de bière artisanale (craft beer). C'est le cas notamment de la Boston Beer Company, qui produit la bière Samuel Adams, ou de la Sierra Nevada Brewing Company, fondée en 1979 et basée à Chico, en Californie.
L'Association des brasseries américaines estimait en septembre 2006 le nombre de brasseries artisanales régionales américaines à 52, le nombre de microbrasseries à 397 et le nombre de broue-pubs à 922.
Il existe plus de brasseries (des microbrasseries pour la plupart) dans la région de Portland, dans l'Oregon, que dans n'importe quelle autre ville du monde. Par contraste, il y a plus de microbrasseries par habitant au Colorado que dans n'importe quel autre État américain.
La dernière décennie du XXe siècle a vu l'émergence d'un mouvement parallèle similaire, celui des microdistilleries, notamment en Californie et dans l'Oregon.

### France

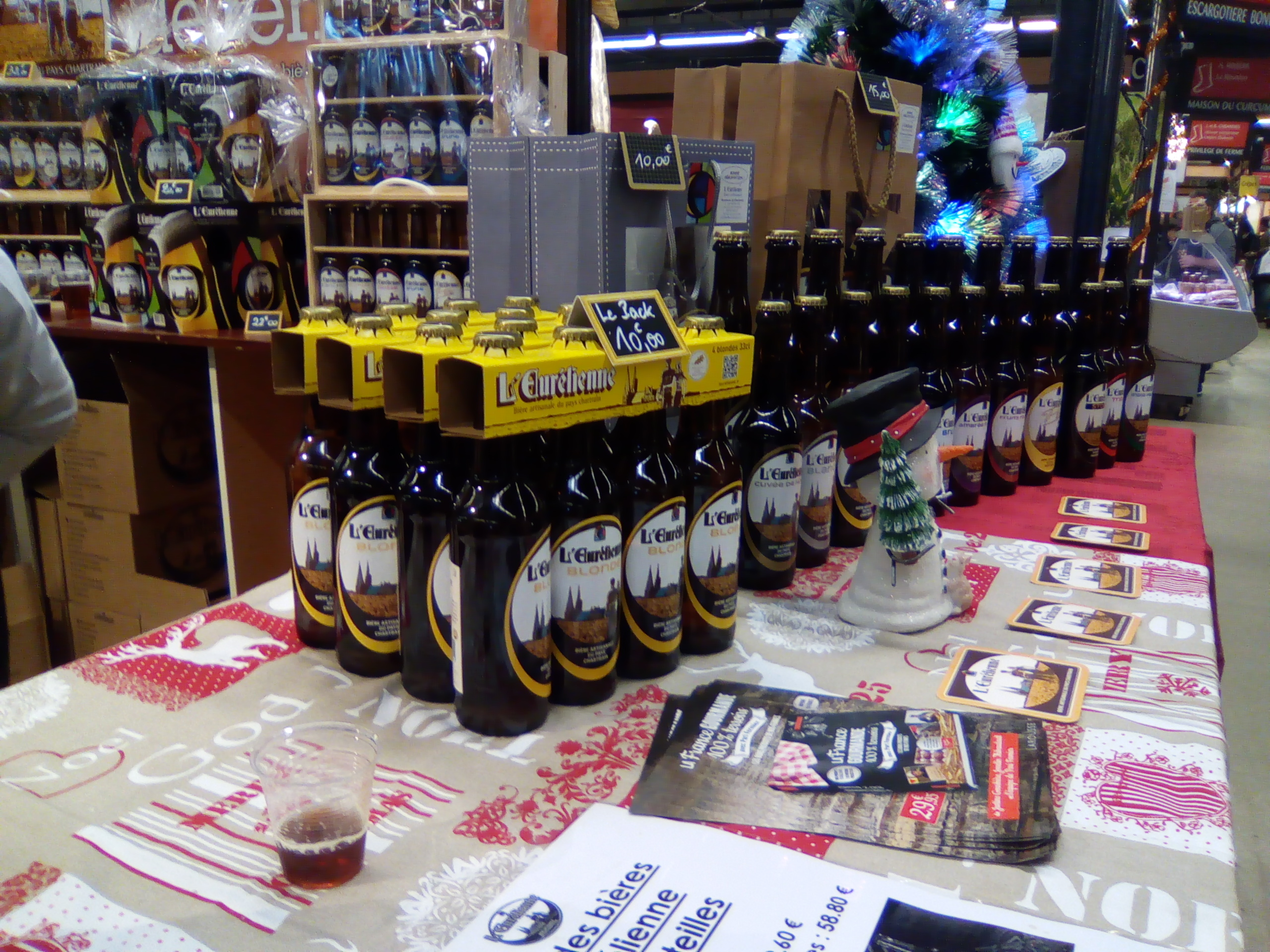
Stand de la bière L'Eurélienne, produite par une microbrasserie d'Eure-et-Loir, à un marché de producteurs fermiers.

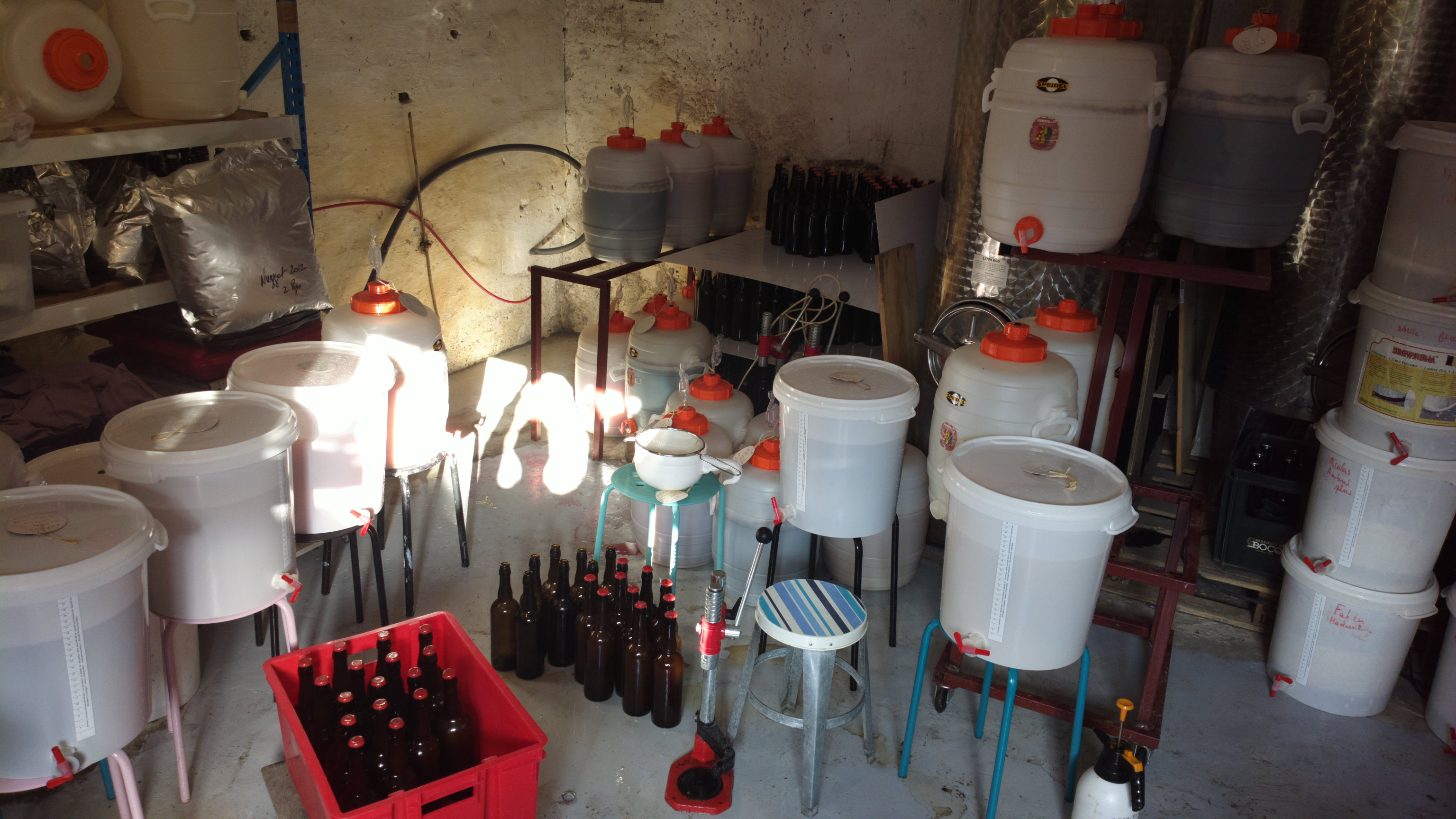
Équipement d'une microbrasserie à Montreuil.

Comme la plupart des pays du nord et de l’ouest européens, la France a une longue tradition brassicole. La Lorraine s'est placée jusqu'à la Seconde Guerre mondiale comme la première région de France pour sa fabrication. La France est dominée désormais par quelques grandes sociétés, mais les petites brasseries artisanales familiales et autres fermes brasseries, mieux que survivre, se développent rapidement. Le phénomène de la microbrasserie française surgit dans le milieu des années 1980.
Depuis 1985, année de création de la Brasserie Coreff et du groupe Les 3 Brasseurs, le phénomène des microbrasseries en France connaît une expansion galopante. Passant à 145 établissements vers l'an 2000, puis franchissant le cap des 400 (414) en 2011, le chiffre des 500 est dépassé en 2012, avec 507 brasseries en France et plus de 600 en 2013.
Le paysage brassicole français se décompose en 18 brasseries industrielles (+ de 10 000 hl par an), 50 brasseries artisanales (plus de 1 000 hl par an), 293 microbrasseries dont 185 produisent annuellement moins de 200 hl. On compte par ailleurs 69 brasseries installées dans le cadre d'un restaurant, 54 fermes brasseries et 19 brasseries pédagogiques.
Contre toute attente, et contre toute idée préconçue, la région Rhône-Alpes connaît la plus forte densité de microbrasseries : 83 établissements… En contrepartie, l'Alsace et la Lorraine sont les deux régions les plus productrices avec, au total, plus de 10 millions d'hectolitres produits en 2012. Suit la région Nord-Pas de Calais avec 5,5 millions d'hectolitres et la région PACA avec 1,1 million d'hectolitres. Faut-il préciser que ces 3 régions ont sur leur territoire des sites de transformation appartenant aux 7 géants de la brasserie française. Dans ce concert national, les brasseries industrielles détiennent plus de 98 % des parts de marché en volume de fabrication. Toutefois, alors que certains segments du marché s'effritent et connaissent une érosion continue de leur volume, au détriment de ces mêmes brasseries industrielles, le phénomène des microbrasseries connaît une progression constante. Leur succès se confirme d'année en année, grâce à l'inventivité et l'originalité de leurs transformations. Pour beaucoup de ces microbrasseries, la problématique reste de pouvoir répondre à la demande si le transformateur a le désir de se développer. (source: Edition 2013 de l'Annuaire des Brasseries Françaises, RCD Editions dépôt légal juin 2013).

### Irlande
Les bières artisanales ont gagné du terrain en Irlande depuis les années 1990, et le gouvernement a instauré en 2005 des réductions d'impôts pour les petits brasseurs. The Porterhouse est considéré comme l'un des pionniers des brasseurs artisanaux en Irlande, et opère aujourd'hui plusieurs broue-pubs à Bray, dans la région dublinoise et à Londres.

### Royaume-Uni

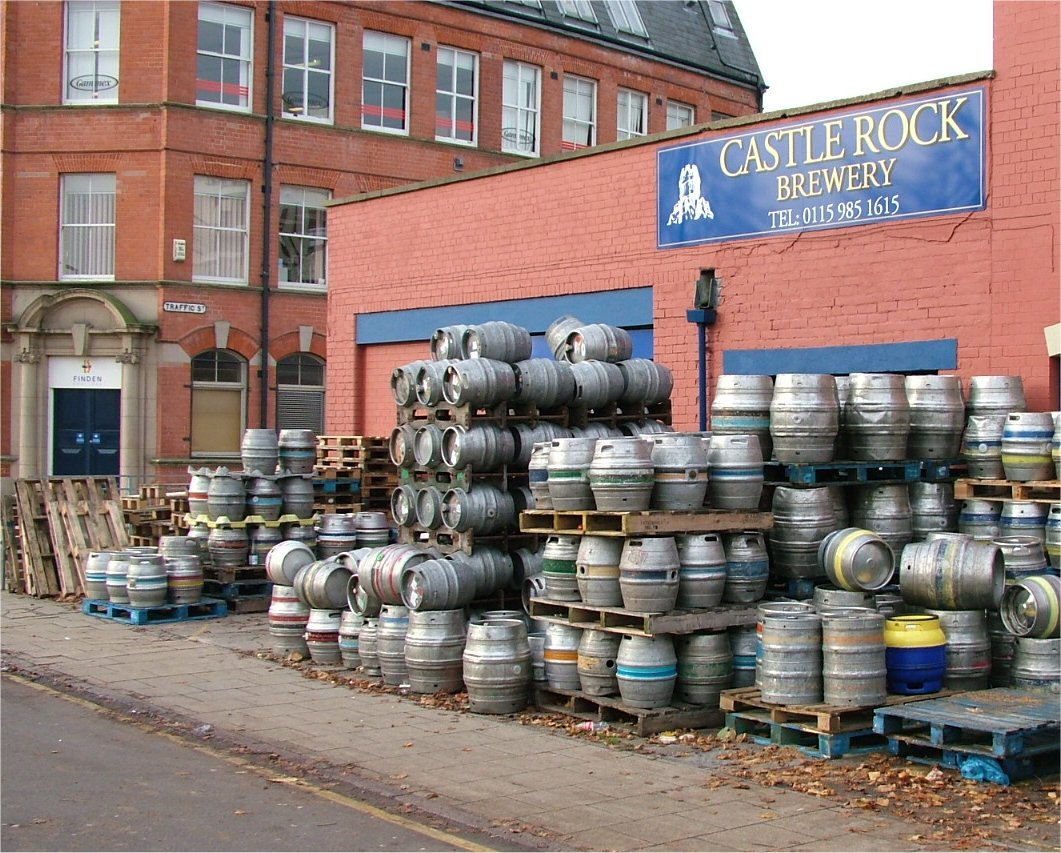
Fûts entreposés à l'extérieur de la microbrasserie Castle Rock à Nottingham (Angleterre).

Le terme microbrasserie est utilisé au Royaume-Uni à la fin des années 1970 pour décrire la nouvelle génération de petites brasseries qui se consacrent à la production de fûts de cidre traditionnels indépendamment des grandes brasseries ou des chaînes de pubs. Le premier exemple réussi de cette approche est la brasserie Litchborough fondée par Bill Urquhart en 1974 dans le village du Northamptonshire du même nom. Urquhart avait été le dernier brasseur en chef de la grande brasserie Phipps, quand les propriétaires Watney Mann ferment leurs portes en mai 1974 pour laisser la place à la nouvelle lager de Carlsberg. Parallèlement au brassage de la bière commerciale, des formations et des stages d’apprentissage sont proposés aux nombreux pionniers du mouvement britannique qui suivent les cours de Litchborough avant de créer leurs propres brasseries.
C'est véritablement au Royaume-Uni qu'est né le mouvement des microbrasseries, lors de l'instauration de la Campaign for Real Ale (CAMRA). Cette campagne, toujours d'actualité, a pour objectif de promouvoir une version traditionnelle et de qualité de la brasserie. CAMRA certifie les établissements qui brassent une ale non filtrée et non pasteurisée, mise en fûts et tirée sur place à la main (et non à la pression)[réf. souhaitée]. En 1980 est fondée la Small Independent Brewers Association (SIBA), renommée Society of Independent Brewers en 1995. Aujourd'hui, nombre de microbrasseries britanniques produisent non seulement des ales, mais aussi des lagers ou des stouts. La SIBA notait en 2005 une augmentation de 12 % du nombre de ses membres par rapport à l'année précédente.
Le Royaume-Uni compte également un grand nombre de petites brasseries commerciales qui fabriquent des bières en fût, les plus petites étant appelées microbrasseries, que l'on peut trouver dans de petits espaces tels que des garages domestiques. Contrairement à d'autres pays, il existe un fossé moindre entre les microbrasseries et les grandes entreprises, car des brasseries de toutes tailles existent pour combler le vide.

### Suisse

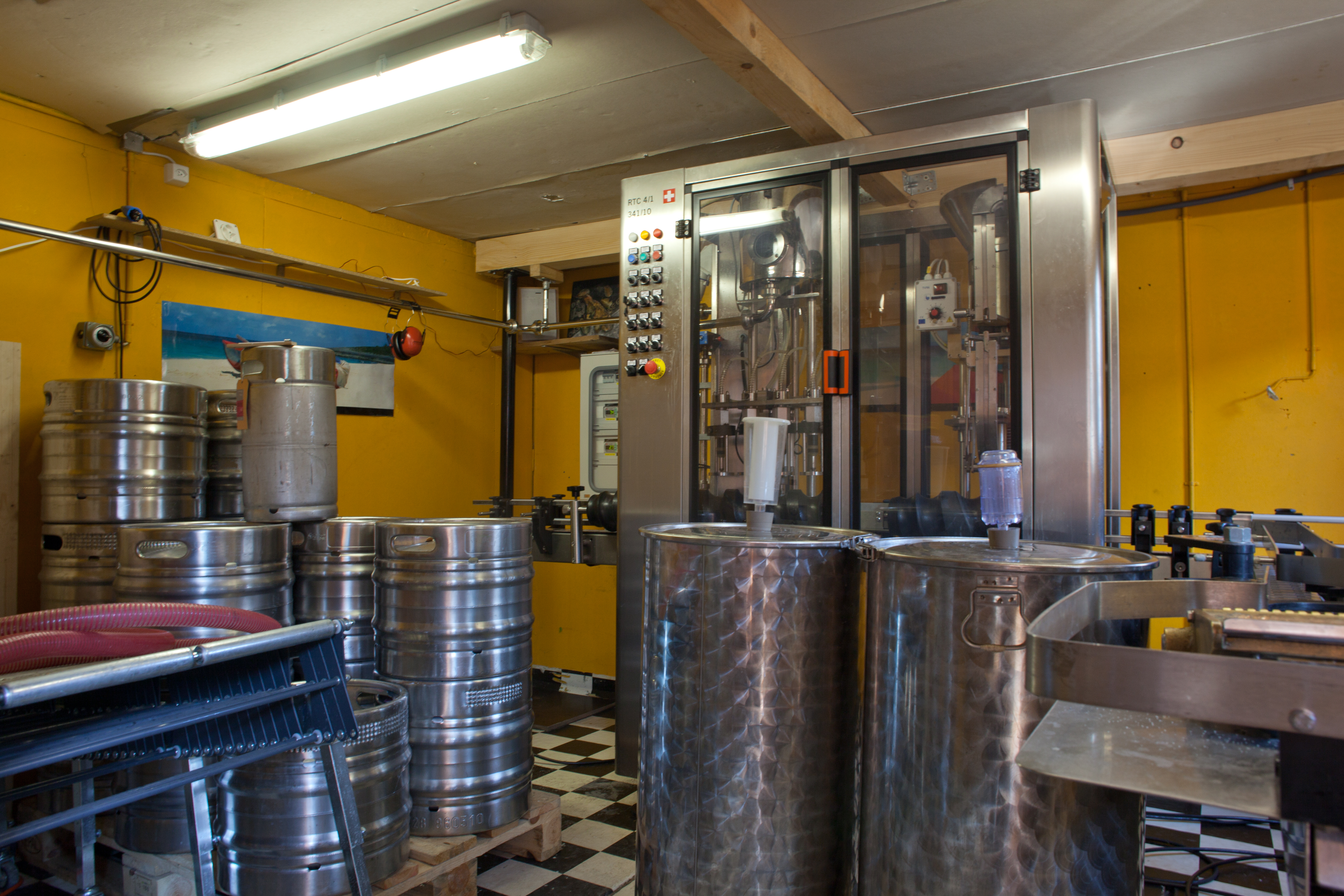
Microbrasserie Docteur Gab's dans ses anciens locaux à Épalinges.

Le phénomène de microbrasserie est relativement nouveau en Suisse. Il commence à émerger à la fin des années 1990, avec la création de microbrasseries ne distribuant pas ses produits dans la distribution mais les vendant directement sur place, à l'exemple de la chaîne Les Brasseurs et de la Brasserie FMR. D'autres microbrasseries, comme Docteur Gab's ou la Brasserie des Franches Montagnes (BFM) optent pour une commercialisation de leurs produits par la voie de la grande distribution.
Depuis 2009, deux grands groupes brassicoles détiennent près de 98 % du marché de la bière en Suisse : le groupe Carlsberg et le groupe Heineken. Néanmoins, ils n'offrent que 10 % de la variété des produits. Les 2 % restants sont détenus par 200 microbrasseries environ réparties sur tout le territoire helvétique et proposent les 90 % restants de la variété des produits brassicoles. Durant cette même année, le nombre de litres de bière consommé par habitant a diminué de 20 % en passant de 71 litres par habitant dans les années 1990 à une moyenne comprise entre 55 et 58 litres. Selon Laurent Mousson, cette information signifierait que les Suisses boivent moins mais plus de produits de meilleure qualité, issus des microbrasseries.
En 2014, le nombre de brasseries totales en Suisse est de 480 dont 90 % sont des microbrasseries. Ces dernières fournissant toujours entre 2 et 3 % du marché. La viabilité des microbrasseries n'est pas garantie. Certaines ferment à l'image de la microbrasserie Les Faiseurs de Bière basée à Goumoëns ayant cessé ses activités durant l'été 2014 après avoir brassé pendant une quinzaine d'années. D'autres arrivent à produire pour le marché suisse mais aussi à exporter jusqu'aux États-Unis par exemple pour la Brasserie des Franches Montagnes. Néanmoins, le nombre de microbrasseries est en croissance. Sylvain Fazan, auteur du guide Brasseries artisanales de Suisse romande recense 62 brasseries artisanales et microbrasseries en Suisse romande en 2011. Deux ans plus tard, il en compte 15 de plus. Selon lui cet engouement est dû à une consommation axée sur une production locale à dimension écologique.
Le 6 octobre 2006, la Loi fédérale sur l'imposition de la bière est créée et mise en application le 1er juillet 2007. Cette loi est créée à la suite d'un débat politique ayant eu lieu en 2005. En effet, le Conseil Fédéral observe une apparition importante de nouvelles microbrasseries. La Suisse compte 32 brasseries en 1990 et ce nombre passe à 154 en 2005. Les lois concernant la bière datent alors, pour la plupart, des années 1930. Voyant des perspectives économiques qu'il juge intéressantes, le gouvernement suisse décide alors de favoriser l'essor des microbrasseries en réformant les textes législatifs sur la bière. Apparaît alors tout un appareil législatif qui permet aux microbrasseries de fleurir. Le taux d'imposition par exemple est réduit pour les petites exploitations. Cette réduction va jusqu'au moins 60 % pour une brasserie produisant moins de 15 000 hl/an. En 2014, la Suisse compte 483 brasseries.

#### Record du monde
Cette politique mise en place amène la Suisse, avec 409 brasseries en 2013, à être le pays à avoir le plus grand nombre de brasseries par habitant au monde,.